# Kirk Joseph

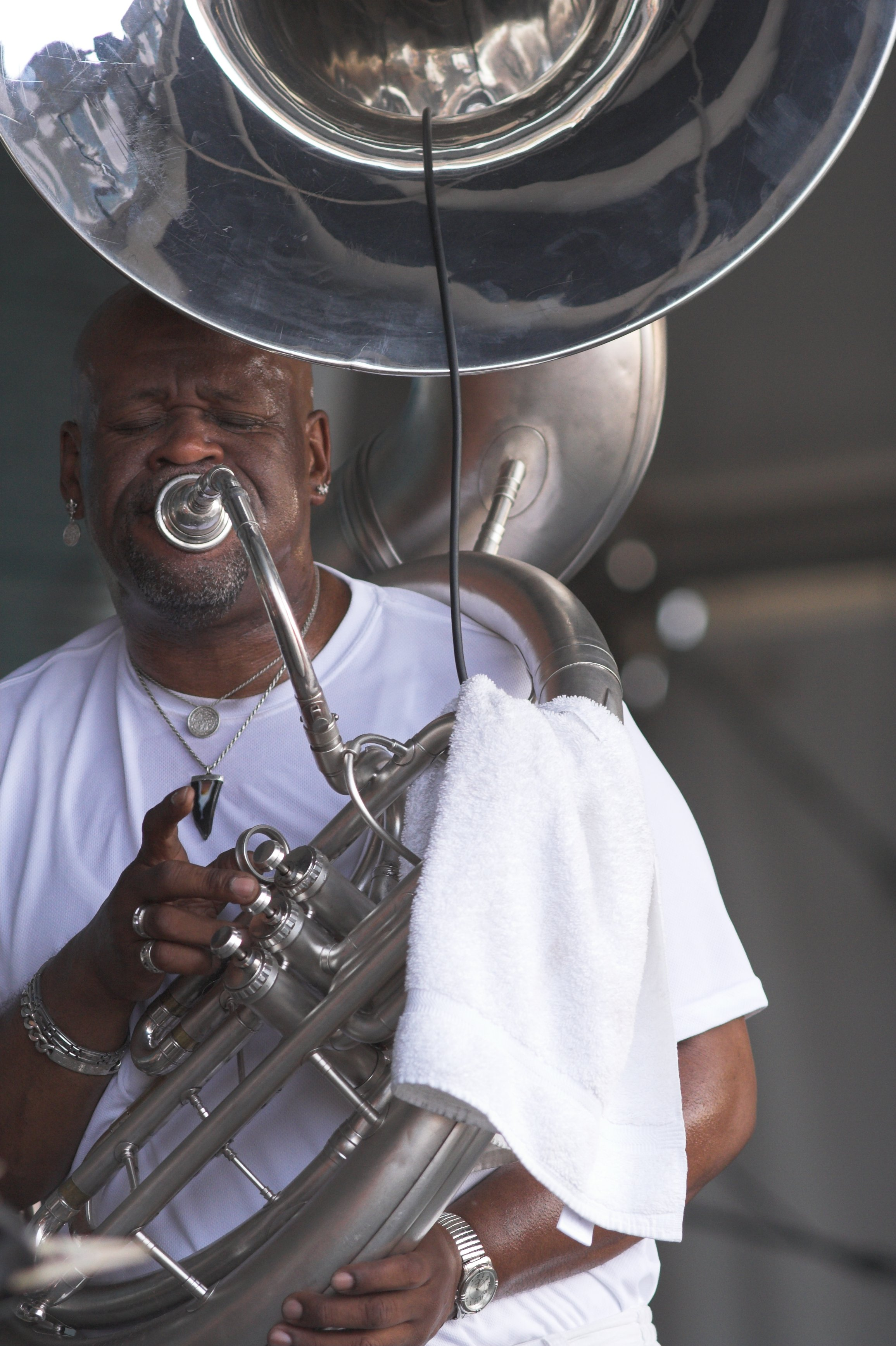
Kirk Joseph beim New Orleans Jazz & Heritage Festival 2008

Kirk Joseph (* 1961 in New Orleans) ist ein amerikanischer Tubist. Aufgrund seiner besonderen Beweglichkeit auf dem Sousaphon gilt er als Pionier des „modernen Sousaphonspiels.“

## Leben
Kirk stammt aus einer musikalischen Familie; sein Vater ist der Jazzposaunist Waldren Joseph. Während seiner Zeit auf der Andrew Bell Middle School begann er mit dem Helikonspiel. Er wurde vor allem durch den Sousaphon-Kollegen Anthony „Tuba Fats“ Lacen beeinflusst, der nach Josephs Angaben der Erste war, der Figuren des Walking Bass auf dem tiefen Blasinstrument hervorbrachte.
Im Alter von 15 Jahren lud sein Bruder Charles Joseph ihn ein, ein Jazzbegräbnis mit der Majestic Band zu spielen. 1977 war er eines der Gründungsmitglieder der Dirty Dozen Brass Band, die mit ihm als Bassfundament die Tradition der Street Bands von New Orleans wiederbelebte, indem sie dabei zugleich in zeitgenössischere musikalische Genres gelangen konnte. Er gehört bis heute zur Dirty Dozen Brass Band, mit der er wiederholt in Europa war und zahlreiche Alben aufgenommen hat. Daneben hat er aber auch mit Treme Brass Band und der Forgotten Souls Brass Band gespielt. Außerdem leitet er als eigenes Projekt Kirk Joseph’s Backyard Groove. Weiterhin ist er auf Aufnahmen mit Nils Landgren, Elvis Costello, Dr. John, The Radiators und der Rebirth Brass Band zu hören.

## Diskographische Hinweise
- Live at Jazzfest 2012